# Bahía de Tombeau
La Bahía de Tombeau (localmente y en francés: Baie du Tombeau) Es una bahía en el noroeste de la isla de Mauricio, formada en la desembocadura del Río Tombeau (Rivière du Tombeau). La bahía se encuentra a seis kilómetros al norte de la capital del país, Port Louis.
El nombre de la bahía, que se traduce como "Bahía de la Tumba", es un reflejo de sus aguas peligrosas para los barcos, ya que muchos naufragaron frente a las costas aquí. Una víctima de estos naufragios del siglo XVII fue el gobernador de las Indias Orientales Neerlandesas Pieter Both, cuyo barco naufragó aquí en 1615. Una montaña del interior de Port Louis es llamada así en su honor.